# Thermomètre à longue tige

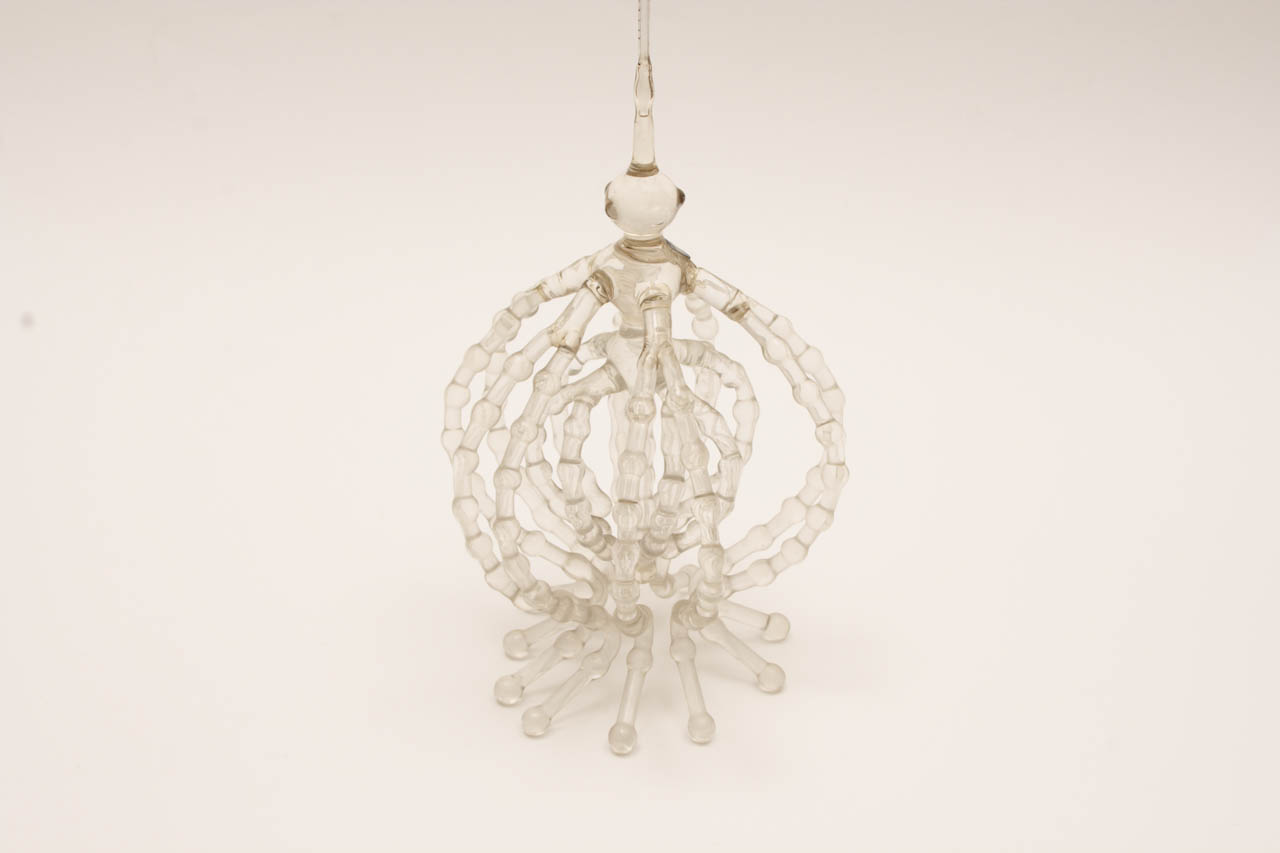
Thermomètre à longue tige.

Le thermomètre à longue tige est un type de thermomètre dont le liquide, de l'éthanol le plus souvent, est contenu dans un long tube capillaire.
Le Musée Galilée de Florence, en Italie, conserve quatre thermomètres à longue tige sur base ramifiée et quinze sur base à disque se terminant en petites boules. Sur les tuyaux se trouvent des petits boutons d’émail qui indiquent les degrés d’une des multiples échelles thermométriques adoptées par l’Accademia del Cimento. Ceux en noir indiquent les degrés en unité, ceux en blanc indiquent les dizaines tandis que ceux en bleu indiquent les centaines.